# 2008 у Тернопільській області
| Роки в Тернопільській області: ← · 2000 · 2001 · 2002 · 2003 · 2004 · 2005 · 2006 · 2007 · 2008 · 2009 · 2010 · 2011 · 2012 · 2013 · 2014 · 2015 · 2016 · 2017 · 2018 · 2019 · 2020 · 2021 · 2022 · 2023 · 2024 · 2025 Див. також: XIX століття · XX століття |

2008 рік у Тернопільській області:

## Річниці

### Річниці заснування, утворення
- 17 квітня — 160 років із часу скасування панщини і кріпосного права в Галичині (1848).
- 18 травня — 95 років із часу заснування Тернопільського обласного краєзнавчого музею (1913).
- 25 травня — 100 років Чернихівської трагедії (1908).
- 21 серпня — 65 років тому відбувся ІІІ Великий надзвичайний збір ОУН (1943).
- серпень — 20 років із часу створення ансамблю народної музики «Візерунок» Тернопільської обласної філармонії.
- 1 вересня — 50 років із часу заснування Тернопільського державного музичного училища ім. С. А. Крушельницької (1958).
- 22 вересня — 45 років із часу відкриття меморіального музею Соломії Крушельницької (1963).
- 1 листопада — 90 років із часу утворення Західноукраїнської Народної Республіки (1918).
- грудень — 370 років із часу видання в Кременці «Граматики…» (1638).
- грудень — 90 років із часу створення Української галицької армії (1918).
- грудень — 10 років із часу створення камерного хору Тернопільської обласної філармонії (1998).

### Річниці від дня народження
- 8 січня — 125 років від дня народження українського адвоката, доктора права, громадського і державного діяча Романа Курбаса (1883—1944).
- 14 січня — 70 років від дня народження українського письменника Левка Різника (нар. 1938).
- 17 січня — 75 років від дня народження українського вченого-астрофізика Івана Климишина (нар. 1933).
- 20 січня — 140 років від дня народження українського письменника, історика, публіциста В'ячеслава Будзиновського (1868–1935).
- 24 січня — 75 років від дня народження українського письменника, гумориста Євгена Дударя (нар. 1933).
- 2 лютого — 100 років від дня народження українського живописця, графіка, мистецтвознавця Антіна Малюци (1908–1970).
- 6 лютого — 50 років від дня народження українського історика, краєзнавця, журналіста Петра Гуцала (нар. 1958).
- 11 лютого — 60 років від дня народження українського вченого в галузі фізіології, біохімії Володимира Снітинського (нар. 1948).
- 13 лютого — 75 років від дня народження української дитячої поетеси Марти Чопик (нар. 1933).
- 15 лютого — 60 років від дня народження української поетеси Наталі Віргуш (нар. 1948).
- 20 лютого — 120 років від дня народження українського композитора, піаніста, педагога Василя Барвінського (1888–1963).
- 1 березня — 160 років від дня народження українського вченого-офтальмолога, педагога Михайла Борисикевича (1848–1899).
- 3 березня — 80 років від дня народження українського кобзаря, поета, диригента, композитора, художника, мистецтвознавця, заслуженого працівника культури України Михайла Барана (1928–2004).
- 6 березня — 135 років від дня народження українського адвоката, доктора права, громадсько-політичного та державного діяча Сидора Голубовича (1873–1938).
- 16 березня — 60 років від дня народження українського поета, художника Михайла Левицького (нар. 1948).
- 19 березня — 170 років від дня народження українського адвоката, бургомістра Володимира Лучаківського (1838–1903).
- 21 березня — 60 років від дня народження українського доцента, поета, громадського діяча Олега Германа (нар. 1948).
- 28 березня — 70 років від дня народження українського вченого-кібернетика, логіка Ігоря Вітенька (1938–1974).
- 1 квітня — 70 років від дня народження українського історика, краєзнавця, публіциста Єфрема Гасая (нар. 1938).
- 18 квітня — 120 років від дня народження українського живописця Івана Хворостецького (1888–1958).
- 5 травня — 120 років від дня народження українського письменника, перекладача, фольклориста, краєзнавця Мирослава Капія (1888–1949).
- 9 травня — 75 років від дня народження українського письменника, лауреата Національної премії України ім. Тараса Шевченка Романа Андріяшика (1933–2000).
- 17 травня — 80 років від дня народження українського письменника в Канаді Богдана Мазепи (1928–1978).
- 28 травня — 100 років від дня народження українського живописця, та графіка Олекси Шатківського (1908–1979).
- 1 червня — 125 років від дня народження українського адвоката, доктора права, громадсько-політичного діяча Лева Ганкевича (1883–1962).
- 6 червня — 70 років від дня народження українського драматичного актора Михайла Безпалька (нар. 1938).
- 15 червня — 170 років від дня народження українського хорового диригента, священика, громадського діяча Йосипа Вітошинського (1838–1901).
- 21 червня — 100 років від дня народження українського священика, історика, церковного та громадсько-освітнього діяча Ісидора Нагаєвського (1908–1989).
- 4 липня — 145 років від дня народження українського живописця, графіка Юліана Панькевича (1863–1933).
- 11 липня — 130 років від дня народження українського архітектора, скульптора, декоратора, художника, історика мистецтва Олександра Лушпинського (1878–1944).
- 17 липня — 120 років від дня народження єврейського письменника, лауреата Нобелівської премії Шмуеля Йосефа Агнона (1888–1970).
- 7 серпня — 50 років від дня народження українського заслуженого діяча мистецтв Григорія Шергея (нар. 1958).
- 23 серпня — 75 років від дня народження українського поета Степана Будного (1933–1958).
- 24 серпня — 70 років від дня народження українського оперного співака, педагога, народного артиста України Богдана Базиликута (нар. 1938).
- 28 серпня — 125 років від дня народження українського адвоката, доктора права, громадського діяча Степана Бриковича (1883–1948).
- 31 серпня — 125 від дня народження українського письменника, журналіста, громадського діяча Осипа Назарука (1883–1940).
- 1 вересня — 60 років від дня народження українського педагога, директора Державного архіву Тернопільської області Богдана Хаварівського (нар. 1948).
- 25 вересня — 70 років від дня народження українського археолога, мистецтвознавця, заслуженого діяча мистецтв України Ігоря Ґерети (1938–2002).
- 4 жовтня — 140 років від дня народження українського літературознавця, мовознавця, фольклориста, академіка АН України Кирила Студинського (1868–1941).
- 7 жовтня — 70 років від дня народження українського диригента, хормейстера, народного артиста України Євгена Корницького (нар. 1938).
- 13 жовтня — 60 років від дня народження українського краєзнавця Євгена Дороша (нар. 1948).
- 2 листопада — 130 років від дня народження українського живописця, графіка, народного художника України Антіна Манастирського (1878–1969).
- 5 листопада — 70 років від дня народження української художниці Стефанії Шабатури (нар. 1938).
- 7 листопада
  - 100 років від дня народження українського поета, лікаря, громадського діяча Михайла Качалуби (1908–1993).
  - 70 років від дня народження українського художника, заслуженого майстра народної творчості України Антона Євдокимовича Гриба (нар. 1938).
- 16 листопада — 130 років від дня народження українського та болгарського скульптора, громадського діяча Михайла Паращука (1878–1963).
- 18 листопада — 60 років від дня народження української драматичної акторки, народної артистки України Люсі Давидко (нар. 1948).
- 26 листопада — 75 років від дня народження українського скульптора, різьбяра по дереву, заслуженого майстра народної творчості України Івана Мердака (1933–2007)
- 12 грудня
  - 75 років від дня народження українського краєзнавця, історика та музеєзнавця, заслуженого працівника культури України Венедикта Лавренюка (1933–2006)
  - 60 років від дня народження українського краєзнавця, літературознавця та громадського діяча Богдана Савака (нар. 1948).
- 14 грудня — 100 років від дня народження українського вченого-правознавця, історика права, громадського та наукового діяча Ярослава Падоха (1908–1998).